# Панайот Наум
Панайот Наум (на гръцки: Παναγιώτης Ναούμ, Панайотис Наум) е гръцки революционер, герой от Гръцката война за независимост.

## Биография
Наум е роден в град Воден, днес Едеса, Гърция. В 1820 година е в Бесарабия, където става член на Филики Етерия. Връща се във Воден и взима участие в Негушкото въстание. След разгрома на Негуш се оттегля към Южна Гърция, където продължава да взима участие във военните действия срещу османците.
Наум представлява Македония в Третото национално събрание в Ермиони и Тризина, Четвъртото в Аргос и Петото в Навплио. След основаването на гръцката държава, остава в Гърция и участва в обществения живот, като се опитва да подпомага македонските бежанци. В 1839 година е в Атина, където заедно с македонците Анастасиос Полизоидис, Теофан Сятистевс и Георгиос Хрисиидис основава Македонски комитет, чиято цел е да подпомага бежанците македонци в Нова Пела, Аталанти.